# Judes Vaton
Judes Vaton (ur. 17 kwietnia 1972) – martynikański piłkarz występujący na pozycji obrońcy.

## Kariera klubowa
W trakcie kariery Vaton reprezentował barwy klubów AS Samaritaine oraz Emulation.

## Kariera reprezentacyjna
W reprezentacji Martyniki Vaton zadebiutował w 1998 roku. W 2002 roku znalazł się w drużynie na Złoty Puchar CONCACAF. Zagrał na nim w meczach z Kostaryką (0:2), Trynidadem i Tobago (1:0) i Kanadą (1:1, 5:6 w rzutach karnych), a Martynika odpadła z turnieju w ćwierćfinale.
W 2003 roku Vaton ponownie został powołany do kadry na Złoty Puchar CONCACAF. Wystąpił na nim w spotkaniach ze Stanami Zjednoczonymi (0:2) i Salwadorem (0:1), a Martynika zakończyła turniej na fazie grupowej.
W drużynie narodowej Vaton grał w latach 1998–2006.